# Мункедаль (комуна)
Комуна Мункедаль (швед. Munkedals kommun) — адміністративно-територіальна одиниця місцевого самоврядування, що розташована в лені Вестра-Йоталанд у південно-західній Швеції.
Мункедаль 158-а за величиною території комуна Швеції. Адміністративний центр комуни — місто Мункедаль.

## Населення
Населення становить 10 173 чоловік (станом на вересень 2012 року). 
| Кількість населення комуни Мункедаль за 1970-2010 роки | Кількість населення комуни Мункедаль за 1970-2010 роки | Кількість населення комуни Мункедаль за 1970-2010 роки | Кількість населення комуни Мункедаль за 1970-2010 роки | Кількість населення комуни Мункедаль за 1970-2010 роки |
| ------------------------------------------------------ | ------------------------------------------------------ | ------------------------------------------------------ | ------------------------------------------------------ | ------------------------------------------------------ |
| Рік                                                    |                                                        |                                                        | Населення                                              |                                                        |
| 1970                                                   | 1970                                                   |                                                        | 9 704                                                  | 9 704                                                  |
| 1975                                                   | 1975                                                   |                                                        | 10 210                                                 | 10 210                                                 |
| 1980                                                   | 1980                                                   |                                                        | 10 703                                                 | 10 703                                                 |
| 1985                                                   | 1985                                                   |                                                        | 10 726                                                 | 10 726                                                 |
| 1990                                                   | 1990                                                   |                                                        | 11 147                                                 | 11 147                                                 |
| 1995                                                   | 1995                                                   |                                                        | 11 078                                                 | 11 078                                                 |
| 2000                                                   | 2000                                                   |                                                        | 10 532                                                 | 10 532                                                 |
| 2005                                                   | 2005                                                   |                                                        | 10 284                                                 | 10 284                                                 |
| 2010                                                   | 2010                                                   |                                                        | 10 181                                                 | 10 181                                                 |
| Джерело: SCB                                           |                                                        |                                                        |                                                        |                                                        |

## Населені пункти
Комуні підпорядковано 5 міських поселень (tätort) та низка сільських, більші з яких:
- Мункедаль (Munkedal)
- Дінґле (Dingle)
- Геллевадсгольм (Hällevadsholm)
- Гедекас (Hedekas)
- Торребю (Torreby)
- Гобю (Håby)
- Ф'єльберґ (Fjällberg)

## Міста побратими
Комуна підтримує побратимські контакти з такими муніципалітетами:
- Комуна Реллінген, Норвегія
- Кіркконуммі, Фінляндія
- Каруп, Данія

## Галерея

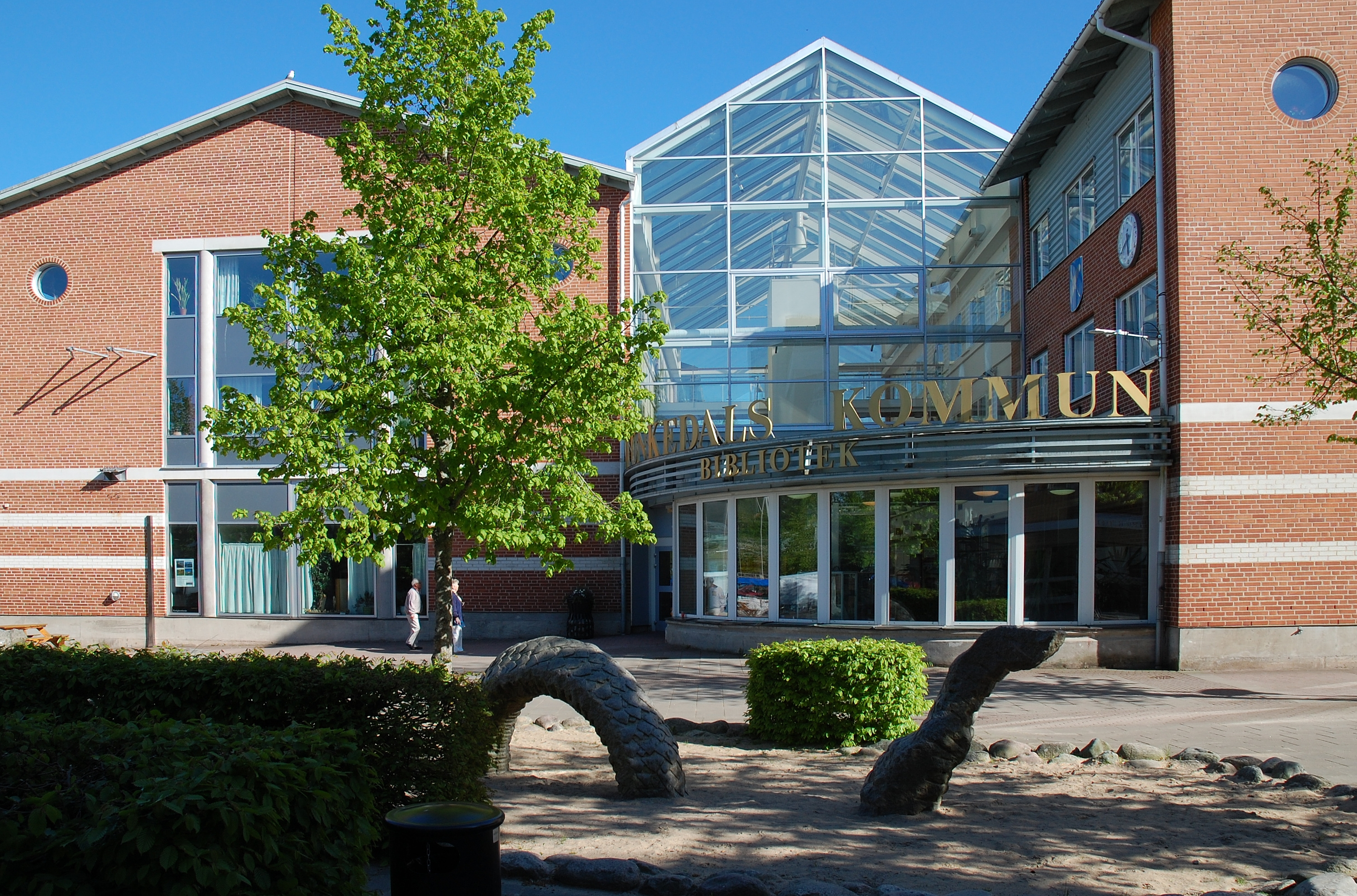
Управа комуни (Мункедаль)
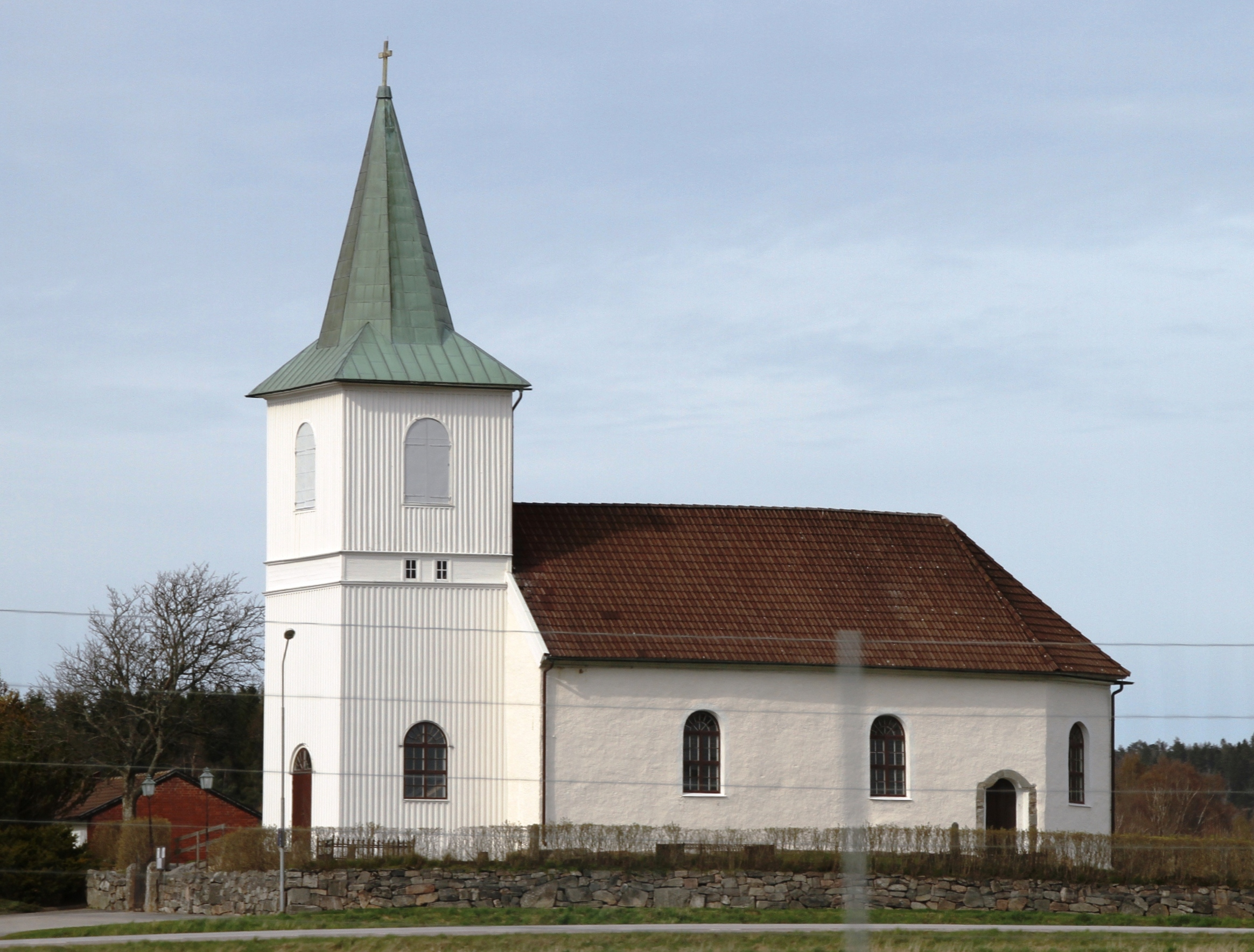
Церква (Гобю)
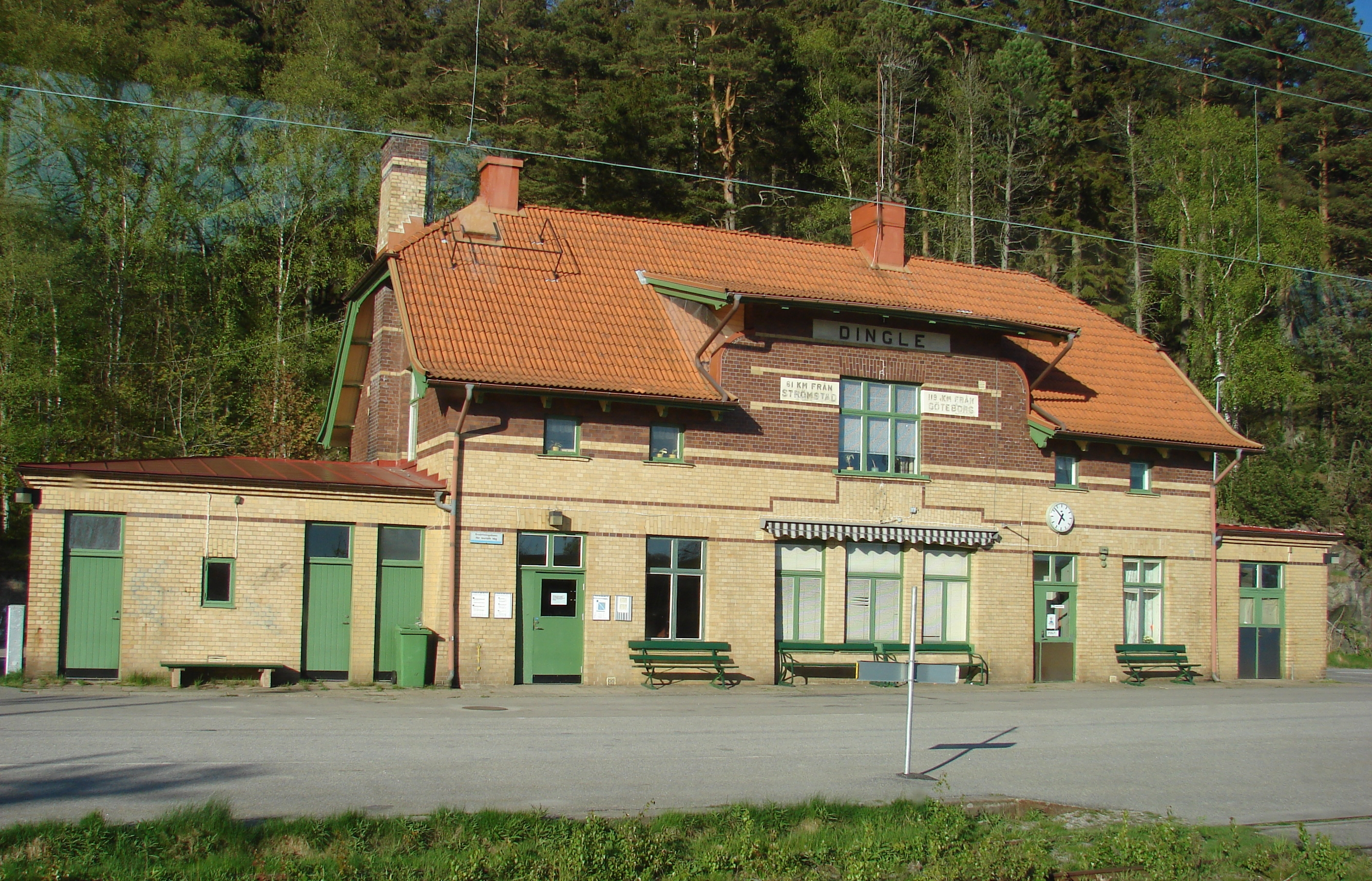
Залізнична станція Дінґле
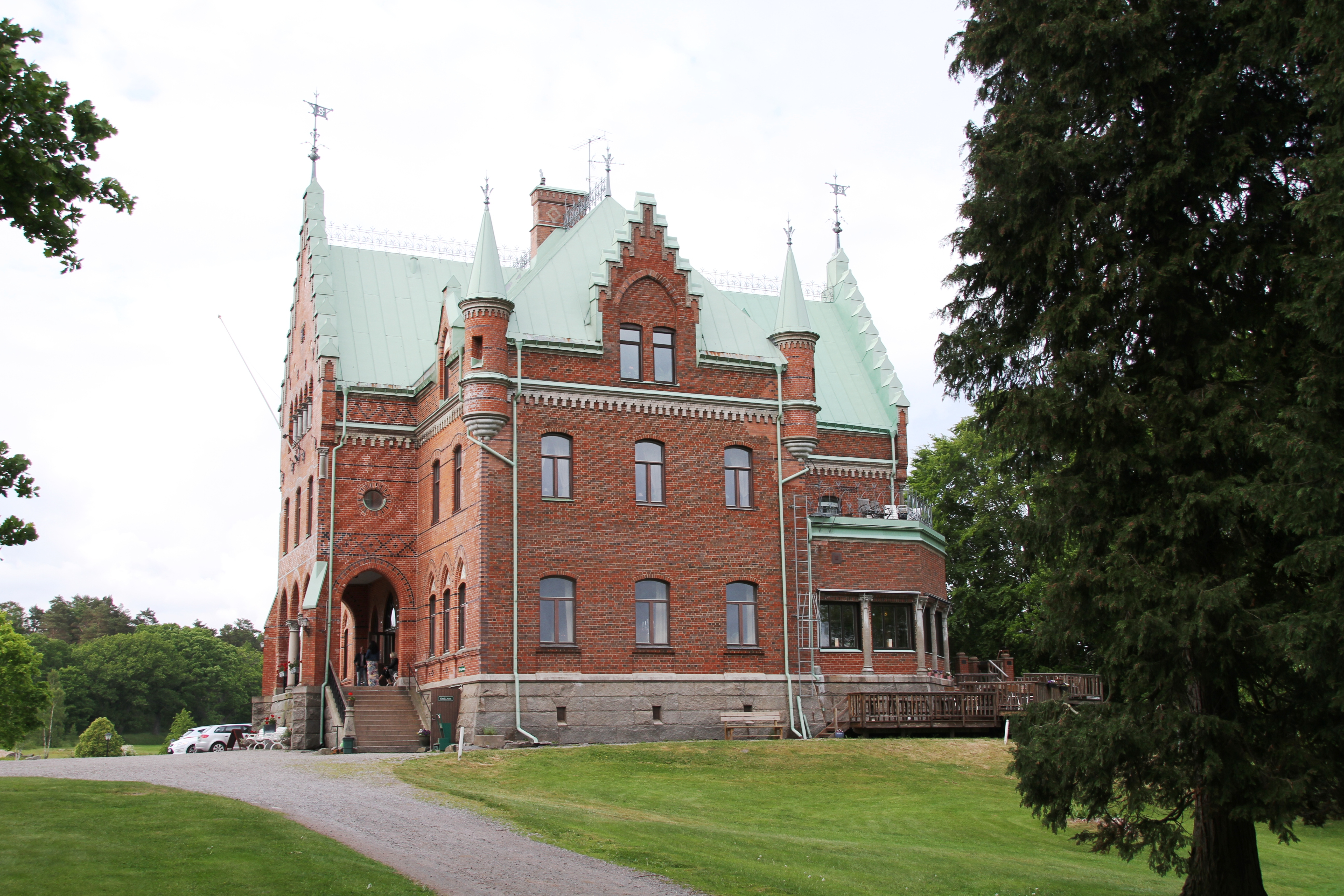
Замок Торребю

## Виноски
1. ↑  Folkmangd i riket, lan och kommuner (шв.) . Центральне бюро статистики Швеції. Архів оригіналу за 20 серпня 2013. Процитовано 26 лютого 2013.